# Cornelis Johannes Mijnlieff
Cornelis Johannes Mijnlieff (Nieuwerkerk aan den IJssel, 8 augustus 1871 – Amsterdam, 6 maart 1945) was een Nederlands arts.

## Levensloop
Nadat Mijnlieff het gymnasium succesvol had afgesloten, ging hij naar de Universiteit van Amsterdam. Hier legde hij in 1899 het artsexamen met goed gevolg af. Hierna studeerde hij aan de universiteiten in Leipzig, Berlijn, Greifswald en Wenen. In 1905 promoveerde hij aan de UvA met zijn proefschrift "Eerste Hulp bij Ongelukken en de noodzakelijkheid tot deze organisatie".

### Nevenfuncties
Naast zijn praktijk als arts (1900-1936), bekleedde Mijnlieff diverse publieke zetels. Hij was een administrerend geneesheer bij de GGD en consulent-bestuurder van de Maatschappij tot Redding van Drenkelingen. Hij was lid van het Algemeen Steuncomité te Amsterdam tijdens de Eerste Wereldoorlog en bestuurslid van de vereniging Amsterdamsche Kraamverzorging.
Hiernaast was hij secretaris van de Koninklijke Nationale Bond voor Reddingwezen en Eerste Hulp bij Ongelukken. Uit deze functie vloeide de opdracht voort tot het maken van een inventarisatie van alle noodhulpdiensten en hun materieel en al het medisch personeel in Nederland.
Tijdens het 3de Internationale Congres voor het Reddingswezen en Eerste Hulp bij Ongelukken in 1926 in Amsterdam was Mijnlieff de organisator. Hieruit vloeide het idee voort om te komen tot een internationale reddingsbrigade. Mijnlieff was hierbij eerst initiatiefnemer, secretaris-generaal en later directeur van de internationale reddingsbrigade.

### Samaritanen
Mijnlieff was een voorstander van het inzetten van omstanders, of samaritanen, bij ongelukken. Dit komt al naar voren in zijn proefschrift, maar ook in zijn latere schrijven. Hij onderscheidt drie verschillende groepen mensen: medisch professionals, non-medisch professionals (o.a. politie) en omstanders. De omstanders zijn mensen die per toeval aanwezig zijn en dus het snelst ter plaatse zijn.
Niet iedereen was blij met dit standpunt. Aan het begin van de twintigste eeuw vond men dat alleen zij die gediplomeerd waren in het uitvoeren van medische handelingen deze handelingen mochten uitvoeren. Het inzetten van omstanders druiste dan ook in tegen de wet op de Uitoefening der Geneeskunst van Thorbecke uit 1865. Mijnlieff stond niet alleen in zijn standpunt. Hij kreeg bijval van onder anderen prins Hendrik om het politieke klimaat te beïnvloeden. Dit zou later resulteren in het standaardiseren van het onderwijs van omstanders bij het Oranje Kruis.